# Proljeće (album)
Proljeće (u originalu: Proleće) je peti studijski album grupe S.A.R.S. objavljen 2015. godine za izdavačku kuću Lampshade Media.
Najpopularnije pjesme s albuma su: "Za njom", "Praktična žena" i "Proljeće". Od gostiju, na albumu se pojavljuju: hrvatski pjevač Shamso69 (Brkovi), srpski pjevači Dialup Lama (Bolesna štenad) i JP Straight Jackin.
Album je objavljen kao besplatno izdanje, s internetskim poveznicama za preuzimanje dostupnim na službenoj internetskoj stranici grupe.